# Parafia greckokatolicka Zaśnięcia Najświętszej Maryi Panny w Legnicy
Parafia greckokatolicka pw. Zaśnięcia Najświętszej Maryi Panny w Legnicy – parafia greckokatolicka w Legnicy. Parafia należy do eparchii wrocławsko-koszalińskiej i znajduje się na terenie dekanatu legnickiego.

## Historia parafii
W 1947 roku grekokatolicy z południowo-wschodniej Polski zostali podczas „Akcji Wisła” przymusowo przesiedleni na ziemie północne i zachodnie. Wierni początkowo byli pozbawieni opieki duszpasterskiej w swym obrządku. W 1957 roku została utworzona parafia greckokatolicka pw. Zaśnięcia Najświętszej Maryi Panny w Legnicy. Z powodu braku własnej cerkwi, wierni korzystali z kościoła pw. św. Jacka. W 1975 roku proboszczem parafii został ks. Jan Martyniak. 14 października 1978 roku parafię wizytował ks. mitrat Stefan Dziubina. W 1981 roku Legnica została przydzielona do nowo utworzonego wikariatu południowego. 
W 1984 roku parafię wizytował Sekretarz Kongregacji ds. Kościołów Wschodnich abp Myrosław Marusyn. W czerwcu 1989 roku ks. Jan Martyniak został mianowany biskupem pomocniczym Prymasa Polski dla wiernych obrządku bizantyjsko-ukraińskiego. W czerwcu 1991 roku bp Jan Martyniak poświęcił plac pod budowę nowej cerkwi. W 1991 roku rozpoczęto budowę sali parafialnej, w której od 1997 roku odprawiano liturgię. 
W 1999 roku rozpoczęto budowę cerkwi według projektu arch. Jacka Mermona, a 28 sierpnia 2000 roku odbyło się poświęcenie i wmurowanie kamienia węgielnego przez bpa Włodzimierza Juszczaka. 21 lutego 2004 roku parafię wizytował zwierzchnik Kościoła Greckokatolickiego abp większy kardynał Lubomyr Huzar w obecności czterech biskupów greckokatolickich i dwóch rzymskokatolickich. W 2005 roku rozpoczął działalność chór parafialny. 25 sierpnia 2007 roku odbyło się poświęcenie cerkwi, którego dokonał abp Jan Martyniak. W maju 2012 roku parafię odwiedził abp większy kijowsko-halicki Swiatosław Szewczuk.
Proboszczowie parafii
1957–1974. ks. Włodzimierz Hajdukiewicz.
1974–1975. ks. Zenon Złoczowski.
1975–1991. ks. Jan Martyniak (od 1989 - biskup).
1991–1998. ks. Marek Sośnicki.
1998–1999. ks. Bogdan Ogrodnik.
1999– nadal ks. Mirosław Drapała (w latach 1999–2001 administrator).
Wikariusze parafii
1983–1987. ks. Stanisław Tarapacki.
1987–1991. ks. Marek Sośnicki.
1996–1999. ks. Mirosław Drapała.
1998–1999. ks. Bogdan Harasim.
2002–2003. ks. Mychajło Dziuba.
2005–2010. ks. Mariusz Dmyterko.
2010–2011. ks. Dariusz Hubiak.
Powołania z terenu parafii
- o. Włodzimierz Juszczak OSBM (1983).
- o. Roman Malinowski OSBM (1983).

## Świątynia parafialna
Cerkiew greckokatolicka znajduje się w Legnicy przy ul. Wrocławskiej 180.